# Нилгири (гора, Непал)
Нилгири (также Нилгири Гимал, непальск. निलगिरी हिल) — гора в Гималаях, находится на территории Непала. Гора имеет три вершины: Нилгири Северная (7061 м), Нилгири Центральная (6940 м) и Нилгири Южная (6839 м). Нилгири входит в состав горного массива Аннапурна и является его северо-западной оконечностью.
Вдоль западных склонов Нилгири протекает река Кали-Гандаки. С восточной стороны Нилгири соединена горной цепью с пиком Тиличо и, далее, с основной частью горного массива Аннапурна.

## Вершины Нилгири
| Вершина             | Высота, м | Координаты                      |
| ------------------- | --------- | ------------------------------- |
| Нилгири Северная    | 7061      | 28°41′21″ с. ш. 83°44′48″ в. д. |
| Нилгири Центральная | 6940      | 28°40′45″ с. ш. 83°44′19″ в. д. |
| Нилгири Южная       | 6839      | 28°39′15″ с. ш. 83°43′58″ в. д. |

## История восхождений
Первое восхождение на Нилгири Северную совершено в октябре 1962 года участниками Нидерландской Гималайской экспедиции. Руководил восхождением французский альпинист Лионель Террай, знаменитый первовосхождением на Макалу в 1955 году, а также участием в экспедиции Мориса Эрцога, покорившей Аннапурну I в 1950 году. На вершину Нилгири Северная поднялись: Лионель Террай, братья Хольгер, Питер и Пауль ван Локерен Кампань и шерпа Сирдар Вонгдхи.
В 1978 году японская команда совершила первое восхождение на Нилгири Южную. Нилгири Центральная также была покорена японскими альпинистами в 1979 году.

## В популярной культуре
Meizu включила изображение Нилгири, фотографа Антона Янкового, в набор обоев к мобильной операционной системе Flyme OS 5.1.2.0G, выпущенной 23 сентября 2015 года.